# Прошу слова
«Прошу слова» (рос. «Прошу слова») — радянський двосерійний художній фільм 1975 року, знятий на кіностудії «Ленфільм».

## Сюжет
Керівник старовинного провінційного міста Златограда Єлизавета Андріївна Уварова свято вірить в світле майбутнє СРСР і свого рідного міста і всі сили віддає справі, незважаючи на труднощі. Вона понад усе ставить проблеми жителів міста, всю душу вкладає, зокрема, в проект майбутнього моста, який, нарешті, повинен з'єднати історичну і промислову частини міста.
Чоловік підтримує Єлизавету Андріївну, проте для нього її виробничі проблеми — це не те, чого слід приносити в жертву добробут своєї сім'ї. Для колег їх особисті справи теж важливіше службових, а уряд не дає грошей на будівництво. Всі складності роботи мера так чи інакше підкошують Уварову, хоча та не демонструє слабкості. Сильна жінка з вольовим характером, Уварова готова діяти, навіть якщо для цього будуть потрібні додаткові сили і час.
Талановитому провінційному письменнику, який вже ставить свої п'єси в Москві, так і не вдається переконати мера поставити свій спектакль в Златограді, не прибравши з п'єси місця, які не відповідають, як вона вважає, образу «будівника комунізму».
Парадокс особистості Єлизавети Уварової полягає в тому, що навіть величезна трагедія — трагічна смерть сина — не в силах зламати її почуття обов'язку перед суспільством: відразу після похорону, з кладовища, вона поспішає в свій робочий кабінет вирішувати нагальні справи…
Сам Гліб Панфілов акцентує питання: чи випадково загинув 15-річний син головної героїні? «Або ця випадковість була запрограмована її власним характером і способом життя? Її догматичною вірою в ідеали, що не підтвердилися реальністю, вузькістю її духовного кругозору, її захопленням спортом? Страшна іронія полягає в тому, що Уварова чемпіон зі стрільби, а син приймає смерть від знаряддя успіху матері».

## У ролях
- Інна Чурікова —  Єлизавета Андріївна Уварова, голова міськвиконкому
- Микола Губенко —  Сергій, чоловік Єлизавети Андріївни
- Віталій Жабовський —  Юра, син Уварових
- Катерина Волкова —  Олена, дочка Уварових
- Леонід Бронєвой —  Петро Васильович Алтухов, колишній голова міськвиконкому
- Дмитро Бессонов —  Спартак Іванович, помічник Уварової
- Валентина Ковель —  Тетяна, секретар Уварової
- Вадим Медведєв —  Володимир Вікентійович, головний архітектор міста
- Микола Сергеєв —  Степан Трохимович Бушуєв, старий більшовик
- Олександра Охітіна —  Бушуєва, дружина Степана Трохимовича
- Володимир Казаринов —  Гриша, старий більшовик
- Костянтин Тягунов —  Іван, старий більшовик
- Василь Шукшин —  Федір, місцевий драматург  (озвучує Ігор Єфімов)
- Володимир Ляхов —  Данилов, начальник БМУ
- Микола Пеньков —  Волков, начальник ЖЕКу

## Знімальна група
- Режисер:  Гліб Панфілов
- Автор сценарію:  Гліб Панфілов
- Оператор:  Олександр Антипенко
- Композитор:  Вадим Біберган
- Художник-постановник:  Марксен Гаухман-Свердлов

## Фестивалі та премії
- 1976 — XX Міжнародний кінофестиваль у Карлових Варах (ЧССР): «Ювілейний приз» фестивалю[1]
- 1977 — МКФ кольорового кіно в Барселоні (Іспанія): Почесний диплом картині